# Marcellin La Garde
Marcellin La Garde of Lagarde, een Franstalige Belgische romantische schrijver, werd geboren op 2 december 1818 in Sougné (nu de gemeente Aywaille, provincie Luik, België ) en stierf in Sint-Gillis (Brussel) op 28 october 1889. 

## Biografie
Hij trouwde te Elsene op 9 november 1844 met 'Euphrosine' Ida Béatrix Boon (°Antwerpen, 10 oktober 1821). Bij hun huwelijk werd hij vermeld als homme de lettres. Haar vader was professeur de langues in het Koninklijk Atheneum van Brussel. Een der getuigen bij hun huwelijk was de kunstschilder Adolphe Lacomblé senior (°Brussel, 14 december 1821,  +Brussel, 16 februari 1886).
Samen kregen ze zes kinderen: Marie Jeanne Hélène (° Sint-Joost-ten-Node, 16 mei 1845), Marcelline Gabrielle Mélanie (°Sint-Joost-ten-Node, 10 juli 1846), Leontine Marie Hubertine Ida (°Aarlen, 7 oktober 1847), 'Georges' Marcellin Joseph (°Aarlen, 7 april 1849), Jeanne Antoinette Euphrosine Eugenie (°Aarlen, 10 juli 1851) en 'Edmond' Marcellin Benoit (°Hasselt, Botermarktstraet, 23 oktober 1854).
Na zijn rechtenstudie begon Marcellin Lagarde (of La Garde) aan een literaire carrière in Luik. In 1843 werd hij benoemd tot historicus bij het Ministerie van Binnenlandse Zaken. Hij vestigde zich in Brussel en publiceerde tegen het einde van de jaren 1840 zijn eerste historische werken. In 1848 werd hij benoemd tot leraar geschiedenis aan het Atheneum van Aarlen en drie jaar later werd hij als retorisch ambtsdrager naar het Atheneum in Hasselt gestuurd, ter vervanging van Eugène Henriquet; daar beëindigde hij zijn loopbaan in 1879. Volgens sommige bronnen was hij prefect van het Atheneum.
Vanuit Hasselt (Marché au Sable 2) verhuisde hij eind augustus 1879 met zijn gezin naar Sint-Joost-ten-Node. Enkel zijn zoon Georges bleef in Hasselt wonen, totdat hij ook verhuisde naar Sint-Joost-ten-Node in mei 1886. Marcellin Lagarde stierf te Sint-Gillis, Praagstraat 23, op 28 oktober 1889.

## Literaire carrière
In 1858 publiceerde La Garde zijn eerste verhalenbundel bij uitgeverij Schnée: De Amblèvevallei. Geschiedenis en taferelen van de Ardennen. Hij herhaalde deze prestatie in 1865 met Histoire et scènes du Val de la Salm. In 1870 richtte hij het weekblad L'Illustration européenne op, waarin hij melodramatische verhalen publiceerde, die na zijn dood werden gebundeld onder de titels Les Légendes de la Basse-Meuse of Le Val de l' Ourthe. Histoires et légendes ardennaises. Veel van de verhalen die La Garde bedacht of die geïnspireerd waren door eerdere kroniekschrijvers, zijn nu nog te vinden in de Ardense folklore.
In 2013 werd een nieuwe versie van de Legendes van Amblève geschreven door Bruno Bernard en vertaald in acht talen voor online downloadbare media. De versies zijn geïllustreerd en voorzien van audio en zijn gebaseerd op het StoriesBox-concept van Anne Van Espen.
In 2023 heeft Franz Clément, een schrijver uit de provincie Luxemburg, het boek "Legendes de la Haute Ardenne: Pays de Salm et voisinage" opnieuw gepubliceerd, waarin ook enkele geschriften van La Garde zullen worden herschreven en opnieuw geïnterpreteerd.